# Sami Outalbali
Sami Outalbali est un acteur français, né le 19 mars 1999 à Poissy (Île-de-France).

## Biographie
Sami Outalbali naît le 19 mars 1999 à Poissy, dans les Yvelines, dans une famille originaire du Maroc et de la Guadeloupe. Il grandit à Verneuil-sur-Seine, et étudie au lycée Louise Weiss à Achères.

### Carrière
En 2006, il fait ses premiers pas à la télévision dans le téléfilm Il faut sauver Saïd de Didier Grousset.
En 2011, il a un petit rôle dans Les Tuche d'Olivier Baroux. L'année suivante, il apparaît dans la série Vive la colo !
Entre 2016 et 2019, il joue dans Les Grands, une série diffusée sur OCS.
En 2018, il joue dans Fiertés, une série Arte. L'année suivante, il tient le rôle de Reda dans Mortel, diffusée sur Netflix et il est présent au cinéma dans Lola vers la mer de Laurent Micheli et Un vrai bonhomme de Benjamin Parent.
En 2020, il joue dans le clip Coup de Blues/Soleil de Bigflo et Oli. La même année, il intègre la distribution de Sex Education. L'année suivante, il tient le rôle masculin principal dans Une histoire d'amour et de désir de Leyla Bouzid, révélé en clôture de la 60e Semaine de la critique à Cannes.
En 2022, il est membre du jury de la compétition lors du 5e Festival Canneseries, présidé par la Française Fanny Herrero.
En octobre de cette même année, il fait partie de la distribution du film Novembre de Cédric Jimenez dans le rôle de Kader.

### Vie privée
En novembre 2024, il est en couple avec Iris Mittenaere.

## Filmographie

### Cinéma
- 2011 : Les Tuche d'Olivier Baroux : Jean-Wa
- 2019 : Lola vers la mer de Laurent Micheli : Samir
- 2019 : Un vrai bonhomme de Benjamin Parent : Sonnie
- 2021 : Une histoire d'amour et de désir de Leyla Bouzid : Ahmed Ouannas[9]
- 2022 : Viens je t'emmène d'Alain Guiraudie : un garçon de la bande de jeunes
- 2022 : Novembre de Cédric Jimenez : Kader
- 2024 : Heureux Gagnants de Maxime Govare et Romain Choay : Ahmed
- 2025 : Classe moyenne d'Antony Cordier

### Télévision

#### Séries télévisées
- 2010 : Famille d'accueil, épisode Claire de ronde de Bertrand Arthuys
- 2012 : Vive la colo ! : Sami
- 2015 : Petits secrets entre voisins : Basile Legrand (épisode La Jolie divorcée de Jean-Luc Mathieu)
- 2016 : Sam de Valérie Guignabodet : Khalil
- 2016-2019 : Les Grands, créée par Vianney Lebasque : Ilyes
- 2018 : Fiertés de Philippe Faucon : Sélim, à 17 ans
- 2019 : Mortel, créée par Simon Astier et Edouard Salier : Reda Kada
- 2020-2022 : Sex Education, créée par Laurie Nunn : Rahim
- 2023 : BRI de Jérémie Guez : Rayan
- 2024 : Culte, créée par Matthieu Rumani et Nicolas Slomka : Karim

#### Téléfilms
- 2006 : Il faut sauver Saïd de Didier Grousset
- 2018 : Illégitime de Renaud Bertrand : Sofiane

### Clip musical
- 2020 : Coup de Blues/Soleil de Bigflo et Oli : acteur principal

## Distinctions

### Récompense
- Festival du film francophone d'Angoulême 2021 : Valois du meilleur acteur pour Une histoire d'amour et de désir[10]

### Nominations
- Lumières 2022 : Lumière de la révélation masculine pour Une histoire d'amour et de désir
- César 2022 : César du meilleur espoir masculin pour Une histoire d'amour et de désir